# Holice (Eslováquia)

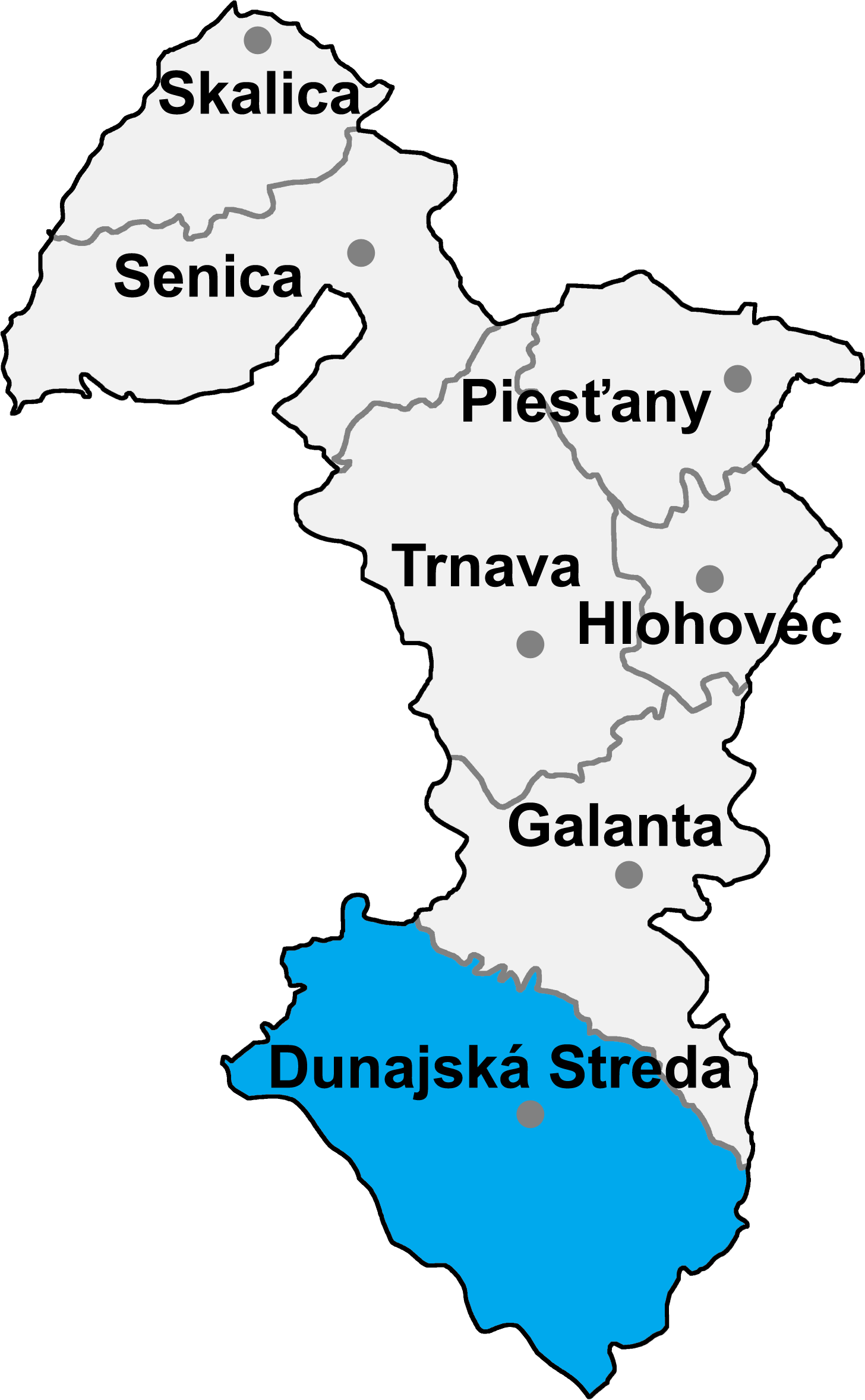
Localização de Dunajská Streda (distrito) na Trnava (região)

O Distrito eslovaco de Holice  é um dos sessenta e quatro municípios que formam a Distrito de Dunajská Streda, situada em Região de Trnava, Eslováquia.

## Demografia
| Ano:        | 1994 | 2004   | 2014   | 2024    |
| ----------- | ---- | ------ | ------ | ------- |
| Broj ljudi: | 1813 | 1825   | 1945   | 2143    |
| Razlika:    |      | +0,66% | +6,57% | +10,17% |

| Ano:               | 2023 | 2024   |
| ------------------ | ---- | ------ |
| Número de pessoas: | 2155 | 2143   |
| Diferença:         |      | -0,55% |